# Tamatea
Tamatea est un personnage ancestral maori de Nouvelle-Zélande connu comme le plus grand explorateur terrestre et marin local ,. Il est également connu sous les noms de Tamatea-pōkai-whenua-pōkai-moana (Tamatea, celui qui a voyagé à travers les terres et les mers) et Tamatea Ure Haea  (Tamatea le circoncis). 

## Généalogie
Tamatea est le fils de Muriwhenua et de Rongokako, le fils du chef des Tākitimu qui est arrivé en Nouvelle-Zélande en fondant la tribu des Ngāti Kahungunu. Il a épousé trois femmes, toutes sœurs, Te Onoono-i-waho, Te Moana-i-kauia et Iwipūpū, cette dernière lui donnant un fils, Kahungunu.

## Explorations
Tamatea est un grand voyageur, connu pour avoir réalisé la circumnavigation de la Nouvelle-Zélande,. Il a ainsi exploré une bonne partie de l'île du Nord, notamment sa côte orientale et son centre. Il a aussi voyagé dans l'île du Sud dont sa côte Est. 

## Postérité
Tamatea a donné son nom à plusieurs lieux dont la célèbre colline néo-zélandaise Taumatawhakatangihangakoauauotamateaturipukakapikimaungahoronukupokaiwhenuakitanatahu, qui porte l'un des plus longs toponymes au monde,,.